# Архипова, Людмила Климентьевна
Людми́ла Климе́нтьевна Архи́пова (род. 12 сентября 1980) — российская легкоатлетка, специалистка по спортивной ходьбе. Выступала за сборную России по лёгкой атлетике в конце 2000-х годов, победительница Кубка мира в командном зачёте, призёрка первенств всероссийского значения. Мастер спорта России международного класса.

## Биография
Людмила Архипова родилась 12 сентября 1978 года. Занималась спортивной ходьбой под руководством тренеров А. Х. Ермолаева, В. М. Чёгина, С. А. Никитина, О. В. Ивановой, Н. А. Панфилова. Представляла Мордовию и Чувашию.
Принимала участие в крупных всероссийских стартах начиная с 2003 года. В 2005 году в ходьбе на 20 км показала 18-й результат мирового сезона (1:28:52), тогда как в 2006 году была 23-й (1:29:49).
В 2007 году вошла в состав российской сборной и выступила на Кубке Европы по спортивной ходьбе в Ройал-Лемингтон-Спа — заняла 21-е место в личном зачёте 20 км, при этом россиянки стали вторыми в командном зачёте.
В 2008 году на Кубке мира в Чебоксарах финишировала четвёртой и тем самым помогла своим соотечественницам выиграть женский командный зачёт.
На Кубке мира 2010 года в Чиуауа заняла на дистанции 20 км заняла 23-е место.
Завершила спортивную карьеру по окончании сезона 2012 года.
За выдающиеся спортивные достижения удостоена почётного звания «Мастер спорта России международного класса».